# Исаия (архимандрит Слуцкого Свято-Троицкого монастыря)
Исаия (ок. 1750 — 1814) — архимандрит Русской православной церкви; наместник Слуцкого Свято-Троицкого монастыря.

## Биография
О его мирской жизни сведений почти не сохранилось, известно лишь, что родился он около 1750 года в семье священника. В 1773 году поступил в Киевский Златоверхо-Михайловский монастырь, постригся в монашество в 1780 году и занимал с 1787 года должность казначея. 
В 1787 году отца Исаию, уже в сане иеромонаха, взял в свою епархию Виктор Садковский, епископ православных церквей, бывших в польских пределах и назначил его казначеем в Слуцкий Троицкий кафедральный монастырь. За своё двадцатишестилетнее пребывание в Слуцке Исаия оставался, можно сказать, единоличным управителем всех монастырских и архиерейских имений Минской епархии, особенно в последние пятнадцать лет — при архиепископе Иове (Потёмкине).

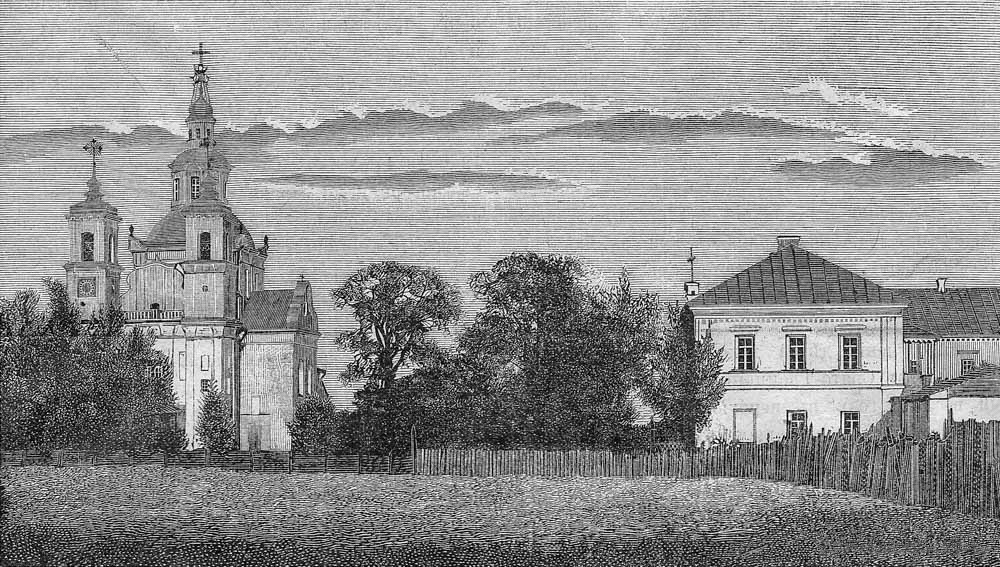
Слуцкий Троицкий монастырь
(гравюра XIX века)

В феврале 1789 года Исаия, оставаясь кафедральным экономом, «получил строительство» в Грозовском Николаевском монастыре (близ Слуцка).
27 апреля 1794 года посвящен в игумена — с поручением ему обоих Грозовских монастырей; а 19 октября 1794 года назначен членом Минской духовной консистории. 
В 1795 году Исаия был определен наместником Слуцкого Троицкого монастыря. В 1794—1795 гг. Исаия был «благочинным» по воссоединению униатов с православною церковью. 
Во время Отечественной войны 1812 года, французы «из единого уважения к нему» не нанесли Слуцкому монастырю никакого ущерба. 
При перемещении с минской кафедры архиепископа Иова в 1812 году между ним и Исаией возникло чрезвычайно запутанное дело по вопросам епархиальной экономии; оно тянулось целых восемь лет и окончилось присуждением Исаии к отрешению от занимаемых им должностей уже спустя шесть лет после его кончины 18(30) августа 1814 года.